# Tooth Invaders
Tooth Invaders è un videogioco per Commodore 64 e Commodore VIC-20 pubblicato nel 1982 dalla Commodore International in associazione con la American Dental Association. Ha per tema l'igiene dentale, e venne presentato durante il National Dental Month (mese dentistico nazionale degli Stati Uniti d'America).
Bill Wade, allora direttore del software della Commodore, dichiarò che oltre 2000 dentisti avevano ordinato C64 e cartucce del titolo per i loro uffici, come strumento educativo per i bambini.
Una sua confezione originale è esposta tuttora al National Museum of Dentistry di Baltimora.

## Modalità di gioco
Il giocatore controlla Plaqueman (uomo placca) con lo scopo di ripulire una bocca composta da otto denti, gigantesca rispetto a lui, dalla placca formata dal germe D.K. (in inglese la sigla è pronunciata come la parola decay, e tooth decay significa carie dentaria). D.K. si muove continuamente nella bocca e genera nuovi frammenti di placca; un dente molto sporco cambia colore e dopo un certo tempo viene perso del tutto.
Plaqueman può spostarsi in ogni momento tra due schermate: una generale in cui si vede l'intera bocca da lontano e si può prendere l'attrezzatura per la pulizia, e una in cui si vedono i denti da vicino, con visuale a scorrimento multidirezionale. Quando è sul dente il protagonista può pulire tali frammenti usando lo spazzolino, che va prima caricato anche di dentifricio, o il filo interdentale quando la placca è nello spazio tra due denti. Qui però potrebbe incontrare D.K. e, se viene toccato perde una vita.
Quando un dente è completamente pulito diventa brillante, non può più essere sporcato, e si ha la possibilità per 10 secondi (durante i quali suona l'ouverture del Guglielmo Tell) di catturare D.K. per guadagnare bonus e metterlo per qualche istante fuori gioco. Puliti tutti i denti, dopo una pioggia di collutorio si passa al livello successivo (in tutto sono nove). La partita finisce se si esauriscono le vite o se si perdono quattro denti.
La versione VIC-20 è più semplificata in quanto manca la schermata generale, e il cambio tra spazzolino e filo interdentale avviene direttamente nella visuale ravvicinata, premendo il tasto del joystick.

## Accoglienza
Nel suo libro Ready: A Commodore 64 Retrospective Roberto Dillon recensisce Tooth Invaders come un "titolo semplice", "straordinario" nell'ambito della prima generazione di titoli educativi della Commodore, e anche in generale un "pioniere nei videogiochi dedicati alla salute". A suo tempo la rivista Microcomputing lo considerò un esempio "eccellente" di come il software possa essere utilizzato in modo educativo per finalità benefiche. Videogiochi, esprimendosi sulla versione Commodore 64, concluse che tutto il gioco è divertente, specialmente l'intermezzo tra i livelli. In tempi recenti, il sito italiano Games Village ha scritto che dietro una copertina palesemente idiota, si rivela alla fine un puzzle equilibrato e divertente.